# Arie van Vliet
Arie van Vliet, född 18 mars 1916 i Woerden, död där 10 juli 2001, var en nederländsk tävlingscyklist. Han var en av världens bästa sprinters från mitten av 1930-talet till mitten av 1950-talet. 
Arie van Vliet vann som amatör guldmedalj i tidsloppet på 1 000 meter vid Olympiska sommarspelen 1936 och silvermedalj i sprint på samma distans. Han vann världsmästerskapen i sprint för amatörer 1936, efter att 1934 och 1935 ha blivit tvåa. Efter detta blev van Vliet professionell och vann som sådan sprint-VM 1938, 1948 samt 1953, och tog därtill tre VM-silver och tre VM-brons i samma disciplin. Han blev även europamästare i sprint 1954, 1955 och 1956.
van Vliet satte även världsrekord på 200 m med flygande start 1955 (11,0 sekunder) och på 500 m med flygande start 1956 (29,0 sekunder).